# وزير المالية (سلطنة عمان)
انشأ أول جهاز للمالية في سلطنة عُمان في يناير عام 1941 وكانت الشؤون المالية قبل عام 1971 تدار من قبل السلطان شخصيًا. وقد استمرت دائرة الشؤون المالية في مرحلة تأسيس الجهاز الإداري للدولة عام 1970 بنفس المسمى وتكونت بداية من ثلاث دوائر الأولى للخزانة المركزية والثانية لتدقيق الحسابات والثالثة للحسابات المركزية اضيفت لها الجمارك والتخطيط المالي.